# Nils Andersson (éditeur)
Pour les articles homonymes, voir Nils Andersson et Andersson.
 (décembre 2021).
 (mars 2021).
Si vous disposez d'ouvrages ou d'articles de référence ou si vous connaissez des sites web de qualité traitant du thème abordé ici, merci de compléter l'article en donnant les références utiles à sa vérifiabilité et en les liant à la section « Notes et références ».
Frédy-Nils Andersson dit Nils Andersson, né le 14 février 1933 à Lausanne en Suisse, est un éditeur et analyste politique de nationalité suédoise.
Il est expulsé du territoire suisse en 1966 à la suite de la publication de divers écrits, principalement favorables aux combattants algériens puis vietnamiens, et de textes communistes, dont les pensées de Mao Zedong qu'il est le premier à publier en français, jugés subversifs par le Conseil fédéral de l'époque.

## Biographie
Nils Andersson est né le 14 février 1933 en Suisse d’un père suédois et d’une mère française,,. Il participe, avec Jacques Chessex, à la création de revues : d'abord Pays du Lac, en 1953, devenu Domaine Suisse ; puis en 1955, il est à l’initiative du journal Clartés. Avec Pierre Canova, il crée en Suisse une « Association des amis du TNP de Jean Vilar ». Pour avoir participé au Festival de la jeunesse à Bucarest, il se voit notifié par la police suisse qu’une demande de naturalisation lui serait refusée. Né suédois, il doit le rester et il effectue donc son service militaire à Linköping.
De retour en Suisse, il est responsable du programme culturel suisse au Festival mondial de la jeunesse à Moscou en 1957. Les tentatives de faire vivre une revue ayant échoué, il a l’idée, avec Pierre Canova, de diffuser des éditeurs français qui publient des livres essentiels aux débats intellectuels. Plusieurs éditeurs acceptent de partager ce projet, Jérôme Lindon pour les Éditions de Minuit, Jean-Jacques Pauvert, Robert Voisin pour les Éditions de l’Arche puis François Maspero, dès la création de ses éditions du même nom. Ils y contribuent alors qu'à 24 ans, Nils Andersson est sans moyen et animé par la seule conviction de défendre des idées et des œuvres ; en 1957, il fonde ainsi un comptoir de diffusion d'éditeurs français à Lausanne, La Cité, qui deviendra rapidement une maison d'édition, La Cité Éditeur.

### De nombreuses éditions militantes
En 1958, Jérôme Lindon publie La Question d’Henri Alleg ; l’ouvrage est interdit par le gouvernement français. Jérôme Lindon demande à Nils Andersson s’il est possible de rééditer en Suisse le livre censuré. Et, quatorze jours après sa saisie, La Question reparaît à La Cité-Éditeur avec le texte de Jean-Paul Sartre, « Une victoire ». Nils Andersson réédite également La Gangrène, après sa saisie aux Éditions de Minuit, et publie d’autres documents, notamment Les Disparus, un dossier établi par le collectif des avocats, avec une postface de Pierre Vidal-Naquet, et La Pacification, publié sous le nom d'Hafid Kéramane. Ce dernier ouvrage est utilisé en 1960 comme colis piégé contre trois anticolonialistes belges. L’un d’entre eux, Georges Laperche, trouve la mort en ouvrant le livre qui lui a été adressé.
Il publie aussi le témoignage d’un journaliste, Henri Deligny, rappelé en Algérie : H.S. : le théâtre militant de Mohamed Boudia, Naissances ; un ouvrage sur l’aliénation colonialiste ; et une enquête sociologique sur l’émigration espagnole.
En 1961, arrêté à Lyon en compagnie de Robert Davezies, qui devait lui remettre un manuscrit, le Temps de la justice, dans lequel il témoigne de son engagement avec le FLN, Nils Andersson se voit notifier une interdiction d’entrée en France. Le manuscrit de Davezies est saisi par la police, mais une copie existe en Belgique et le livre paraît à La Cité-Éditeur. En conformité avec les livres qu’il édite, Nils Andersson est solidaire des militants algériens, des réseaux de soutien, du mouvement des insoumis et déserteurs français,. Il devient membre du comité de rédaction de la revue Partisans, créée par François Maspero.
À La Cité-Éditeur, sont également publiés des auteurs suisses, en particulier des auteurs de théâtre : Henri Debluë, Force de loi et Le procès de la truie, Bernard Liègme, Le soleil et la mort, Frank Jotterand, Soldats de papier, Walter Weideli, Le banquier sans visage, un roman de Rudolf Mentonnex, des poèmes de Jacques Givet avec une préface de Jean Cassou. Il édite aussi une collection du répertoire du Théâtre Populaire Romand.

### L'engagement avec lesmarxistes-léninistes
La polémique entre les partis soviétiques et chinois étant devenue publique, il lui est demandé de retirer des rayons des librairies communistes les textes du Parti communiste chinois. Comment juger des divergences si l’on n’a pas accès aux arguments des deux parties ? Dès 1963, Nils Andersson édite les principaux documents boycottés du PCC et publie les Écrits philosophiques de Mao Zedong.
Mettant à nouveau en accord les ouvrages qu’il publie et son engagement, il contribue à la formation du Centre Lénine qui participe du mouvement « marxiste-léniniste ». En 1966, après avoir reçu plusieurs avertissements de la police fédérale, le gouvernement suisse prend une mesure d’expulsion à son encontre pour ses activités d’éditeur et politiques (Centre Lénine, solidarité avec les Algériens, Angolais, Nigériens, Espagnols, Portugais…). Cette décision, sans recours possible, suscite de nombreuses réactions ; un appel contre la mesure, à l’initiative de Simone Hauert, Fanny Grether et Bernard Liègme recueille un grand nombre de signatures. Jean-Paul Sartre et Simone de Beauvoir s’inquiètent auprès des autorités suisses d’une telle mesure et des éditeurs et intellectuels français adressent une protestation. La mesure est irrévocable et il est expulsé.
Avant de s’établir avec sa famille en Suède, il travaille à Bruxelles au Livre international, où il lui est proposé de venir en Albanie participer à la rédaction des publications en français du Parti du travail et aux programmes de Radio Tirana. Venu pour deux ans en Albanie, il va y rester cinq ans, de 1967 à 1972[réf. nécessaire].
En 1972, pour donner à ses enfants une scolarité en suédois, il s’installe à Uppsala où il fonde, Au Quartier Latin, un service de diffusion des éditeurs francophones. De 1985 à 1990, Nils Andersson préside l’Alliance française d’Uppsala. Politiquement, il est actif dans le mouvement marxiste-léniniste suédois, dans l’Association d’amitié Suède-Albanie et collabore à Folket i Bild/Kultur Front. Mais en 1986, à l’initiative de Bertil Galland, une intervention auprès du gouvernement suisse aboutit à la levée de la mesure d‘expulsion prise à son encontre, il peut à nouveau se rendre librement en Suisse[réf. nécessaire].

## Activités récentes
Depuis les années 1990, il vit à Paris et participe notamment aux activités d’ATTAC, du Comité Helsinki France (jusqu’en 2004), de l’Association pour la défense du droit international humanitaire (ADIF), de l’Institut de documentation et de recherches pour la paix (IDRP), de l'association Sortir du colonialisme. Il a dirigé notamment la rédaction de plusieurs ouvrages de bilan sur la justice internationale et l'ONU.
La médaille « Achir » de l’Ordre du mérite national lui a été attribuée mardi 18 juin 2013 à Alger en signe de reconnaissance et de considération pour son soutien à la Révolution algérienne lors d’une cérémonie organisée par la ministre de la Culture, Mme Khalida [réf. nécessaire].

## Publications
- Mémoire éclatée. De la décolonisation au déclin de l'occident, Éditions d'en bas, 2016,  (ISBN 978-28290-0540-4) (préf. de Gérard Chaliand)
- Le capitalisme c'est la guerre, Éditions Terrasses, 2021

### Articles
(sur les conflits armés, les droits humains, le système des relations internationales, l’Albanie, l’Algérie, la Suisse, la Suède…)
dans le Monde Diplomatique, Le Monde, Libération, L’Humanité, Le Figaro, Le Temps (Genève), L’Autre journal, Politis, La Forge, Les Temps Modernes, Panoramiques, Mouvements, Recherches internationales, Contre-Temps, Différences, Clarté (Suède), För och Ny, Unidad y Lucha, Transform, les publications d’ATTAC, de l’IDRP…

### Ouvrages dirigés ou coordonnés
- 50 ans déjà et alors l’ONU ? (Panoramiques, 1994)

- Justice internationale et impunité, le cas des États-Unis (L’Harmattan et Clarity Press aux États-Unis, 2007)

- Une autre ONU pour un autre monde (Tribord, 2010), ouvrage coordonné avec Djilali Benamrane et Pierre Grou et rassemblant les contributions des codirecteurs et de Nuri Albala, Jacques Bidet, Hugo Ruiz Diaz Balbuena, Alessia Magliacane, Mireille Mendès-France, Georges Menahem, Melik Özden et Lysiane Rolet

### Contributions à des ouvrages collectifs (non exhaustif)
La nécessaire désaliénation du colonisateur (Martine Boudet, Urgence anti-raciste- Pour une démocratie inclusive, préface d'Aminata Traoré, Le Croquant, 2017)
- Prévenir les crises : le contre-exemple du Kosovo (L’Europe et la prévention des crises et des  conflits, L’Harmattan, 2000),
- La censure en échec (Olivier Le Cour Grandmaison, Le 17 octobre 1961 : un crime d'État à Paris, La Dispute, 2001),
- Le témoignage dans le travail d’histoire : l’exemple Algérien (L’Histoire trouée, négation et témoignage, L’Atalante, 2004),
- La gauche européenne « non réformiste », grand tournant ou projet alternatif ? (Quelle Europe pour quel monde ?, Syllepse, 2004),
- Les Nations unies d’un monde bipolaire à un monde unipolaire (ONU. Droits pour tous ou loi du plus fort, CETIM, 2005),
- L’inégalité devant le droit international humanitaire, L’ONU et la France instrument de cette inégalité  (Des crimes contre l’humanité en république française (1990-2002), L’Harmattan, 2006),
- Reconstruction et déconstruction de soi : pour une « communication » entre deux mondes (Retours du colonial ?, L’Atalante, 2008)
- Peut-on à la fois faire l’histoire et l’écrire (François Maspero et les paysages humains, La Fosse aux ours, 2009),
- Droit international humanitaire et terrorisme, distinguer les combattants des assassins (Droit international humanitaire. États puissants et mouvements de résistance, L’Harmattan, 2010)

## Sources

### Sites web et blogs
- Blog de Nils Andersson sur Mediapart
- Blog de Nils Andersson et de ses mémoires, Mémoire éclatée
- Page Nils Andersson aux Éditions d'en bas, Lausanne
- Nils Andersson, Mémoire éclatée. De la décolonisation au déclin de l'occident, Éditions d'en bas, 1.10.2016

### Document collectif
- Guerre secrètes du FLN en France, réalisateur Malek Bensmaïl, YAH Productions, France 2, 2010